# Tour de l'Ain 2016
El Tour de l'Ain 2016, 28a edició del Tour de l'Ain, es disputà entre l'10 i el 13 d'agost de 2016 sobre un recorregut de 596,4 km repartits quatre etapes. L'inici de la cursa va tenir lloc a Montrevel-en-Bresse, mentre el final fou a Belley. La cursa formava part del calendari de l'UCI Europa Tour 2016, amb una categoria 2.1.
El vencedor final fou el jove neerlandès Sam Oomen (Giant-Alpecin), que s'imposà per 1" al belga Bart De Clercq (Lotto-Soudal) i al francès Pierre Latour (AG2R La Mondiale). En les classificacions secundàries Matteo Trentin (Etixx-Quick Step) guanyà els punts, De Clercq la muntanya, Oomen els joves i Cofidis la classificació per equips.

## Equips
L'organització convidà a prendre part en la cursa a vuit equips World Tour, set equips continentals professionals, quatre equips continentals i dos equips nacionals:
- equips World Tour: Etixx-Quick Step, FDJ, Movistar Team, Ag2r La Mondiale, Team Giant-Alpecin, Team LottoNL-Jumbo, Lotto Soudal, IAM Cycling
- equips continentals professionals: Fortuneo-Vital Concept, Cofidis, Wanty-Groupe Gobert, Direct Énergie, Delko-Marseille Provence-KTM, Bora-Argon 18, Stölting Service Group
- equips continentals: HP BTP-Auber 93, Roubaix Métropole européenne de Lille, Armée de Terre, Rabobank Development Team
- equips nacionals: França sub-23, Suïssa sub-23

## Etapes
| Etapa | Data     | Recorregut                                      | Km    | Vencedor d'etapa   | Líder de la general |
| ----- | -------- | ----------------------------------------------- | ----- | ------------------ | ------------------- |
| 1a    | 10 agost | Montrevel-en-Bresse > Saint-Vulbas              | 149,6 | Matteo Trentin     | Matteo Trentin      |
| 2a    | 11 agost | Saint-Didier-sur-Chalaronne > Montréal-la-Cluse | 173,2 | Tosh Van Der Sande | Matteo Trentin      |
| 3a    | 12 agost | Nantua > Lélex-Monts Jura                       | 141,4 | Sam Oomen          | Sam Oomen           |
| 4a    | 13 agost | Lagnieu > Belley                                | 132,2 | Alexandre Geniez   | Sam Oomen           |
| Total | Total    | Total                                           | 596,4 |                    |                     |

## Classificació final
|    | Ciclista               | Equip               | Temps       |
| -- | ---------------------- | ------------------- | ----------- |
| 1  | Sam Oomen (NED)        | Team Giant-Alpecin  | 14h 49' 49" |
| 2  | Bart De Clercq (BEL)   | Lotto Soudal        | + 1"        |
| 3  | Pierre Latour (FRA)    | AG2R La Mondiale    | m.t.        |
| 4  | Guillaume Martin (FRA) | Wanty-Groupe Gobert | + 11"       |
| 5  | David Gaudu (FRA)      | França sub-23       | m.t.        |
| 6  | Alexandre Geniez (FRA) | FDJ                 | + 33"       |
| 7  | Kilian Frankiny (SUI)  | Suïssa sub-23       | + 45"       |
| 8  | Marcel Wyss (SUI)      | IAM Cycling         | + 50"       |
| 9  | Maxime Monfort (BEL)   | Lotto Soudal        | + 52"       |
| 10 | Antonio Pedrero (CAT)  | Movistar Team       | m.t.        |

## Evolució de les classificacions
| Etapa               | Vencedor            | Classificació general | Classificació per punts | Classificació de la muntanya | Classificació dels joves | Classificació per equips |
| ------------------- | ------------------- | --------------------- | ----------------------- | ---------------------------- | ------------------------ | ------------------------ |
| 1                   | Matteo Trentin      | Matteo Trentin        | Matteo Trentin          | Arnaud Gerard                | Phil Bauhaus             | Etixx-Quick Step         |
| 2                   | Tosh Van Der Sande  | Matteo Trentin        | Matteo Trentin          | Romain Combaud               | Anthony Turgis           | Bora-Argon 18            |
| 3                   | Sam Oomen           | Sam Oomen             | Matteo Trentin          | Rémy Di Grégorio             | Sam Oomen                | Cofidis                  |
| 4                   | Alexandre Geniez    | Sam Oomen             | Matteo Trentin          | Bart De Clercq               | Sam Oomen                | Cofidis                  |
| Classificació final | Classificació final | Sam Oomen             | Matteo Trentin          | Bart De Clercq               | Sam Oomen                | Cofidis                  |